# Ratiboriden
Die Ratiboriden waren eine Nebenlinie des in Pommern herrschenden Greifenhauses. Die Ratiboriden sind im 12. und 13. Jahrhundert über vier Generationen hinweg nachweisbar. 

## Geschichte
Der Stammvater dieser Nebenlinie, Ratibor I., und sein Bruder Wartislaw I. sind die beiden ersten sicher belegten Herzöge von Pommern aus dem Greifenhaus. Ratibor I. führte ein bewegtes Leben, das ihn unter anderem 1135 nach Norwegen führte, wo er die Stadt Konungahella (heute Kungälv, Schweden) plünderte. Nach dem Tode seines Bruders Wartislaw I. (1134/1148) regierte Ratibor I. für dessen Söhne Bogislaw I. und Kasimir I. Letztere übernahmen nach Ratibors Tod (1156) selber die Regierung als Herzöge von Pommern. 
Ratibors eigene Nachkommen hingegen regierten als Fürsten in einem kleineren Gebiet in Hinterpommern, das als Land Schlawe oder als Herrschaft Schlawe-Stolp bezeichnet wird. Über sie ist wenig bekannt. Mit Ratibor II. († vor 1227) starb die Nebenlinie der Ratiboriden in der dritten Generation nach Ratibor I. im Mannesstamm aus. Die Schwester Ratibors II., Margaretha (Audacia), hatte Graf Heinrich I. von Schwerin geheiratet und starb erst im Jahre 1287 in sehr hohem Alter.
Nach dem Aussterben der Ratiboriden mit dem Tode Ratibors II. kam es um die Herrschaft Schlawe-Stolp zu Erbstreitigkeiten zwischen der Hauptlinie des Greifenhauses einerseits und den in Pommerellen herrschenden Swantiboriden andererseits. 1235/36 nahm Herzog Swantopolk der Große von Pommerellen das Land Schlawe-Stolp in seinen Besitz und behielt es.

## Stammliste der Ratiboriden
1. Ratibor I. († 1156) ⚭ Pribislawa († nach 1156), evtl. Tochter von Herzog Bolesław III. Schiefmund von Polen
  1. Swantopolk, erwähnt 1175
  2. Wartislaw, erwähnt 1186/1187
  3. Bogislaw von Schlawe
    1. Bogislaw III. ⚭ N.N., Tochter von Herzog Mieszko III. von Polen
      1. Ratibor II.[2] († vor 1227)
      2. Margaretha (Audacia) († 1287) ⚭ Graf Heinrich I. von Schwerin († 1228)

    2. Dobroslawa von Schlawe († nach 1200) ⚭ (I) Herzog Boleslaw  von Kujawien († 1195); (II) Grimislaw, Herr von Schwetz und Libschau († nach 1198)

  4. Margaretha von Schlawe ⚭ Bernhard I., Graf von Ratzeburg († 1195)